# Hydriomena fulvoundata
Hydriomena fulvoundata är en fjärilsart som beskrevs av Fuchs 1901. Hydriomena fulvoundata ingår i släktet Hydriomena och familjen mätare. Inga underarter finns listade i Catalogue of Life.